# Legrand G. Capers
Legrand Guerry Capers, Jr. (ur. 16 kwietnia 1834 w Charleston, zm. 2 grudnia 1877 w Nowym Orleanie) – amerykański lekarz, uczestnik wojny secesyjnej, znany z dokonanego przez siebie opisu przypadku rzekomego zajścia w ciążę za pośrednictwem pocisku z broni palnej.

## Życiorys
Legrand (także LeGrand, Le Grand) Guerry Capers, Jr. był synem sprzedawcy LeGranda G. Capersa (1808–1868) i jego pierwszej żony Abigail Swift (1810–1846). Legrand G. Capers pochodził ze znanej południowo-karolińskiej rodziny, jego wujem był William Capers a kuzynem Ellison Capers. Uczył się w Charleston i w Nowym Jorku, gdzie jego ojciec otrzymał posadę. Wybrał zawód lekarza i został najpierw praktykantem u swojego szwagra, Ebenezera Swifta. Studia medyczne ukończył na Jefferson Medical College w Filadelfii. Po otrzymaniu dyplomu pracował jako lekarz okrętowy na jednym z parowców komandora Vanderbilta.
Gdy rozpoczęła się wojna secesyjna, Capers udał się do Montgomery w Alabamie, gdzie brał udział w tworzeniu Oddziału Medycznego Konfederatów (Confederate Medical Department). 18 lipca 1861 został pomocnikiem chirurga (Assistant Surgeon) w czwartym ochotniczym batalionie stanu Georgia (potem wcielonym do 21. pułku piechoty). 26 maja następnego roku otrzymał awans na chirurga i służył w 21. pułku piechoty stanu Georgia. 30 października 1863 został naczelnym chirurgiem batalionu artylerii majora Cutshawa. Edwin Samuel Gaillard określił go jako lekarza „o dużej spostrzegawczości i równej dzielności”.
Po zakończeniu działań wojennych Capers przeniósł się do Nowego Orleanu, gdzie został demonstratorem, a potem profesorem anatomii w New Orleans School of Medicine. W 1869 poznał córkę pułkownika H. P. Hunta i ożenił się z nią. Od 1871 prowadził praktykę razem z doktorem W. E. Brickellem, bratem doktora D. Warren Brickella. Po kilku latach, gdy Brickell przyjął posadę nauczyciela w Nowym Orleanie, Capers kontynuował praktykę sam. W 1873 brał udział w zwalczaniu epidemii cholery w Vicksburgu. W październiku 1877 ciężko zachorował, jak myślano – na płatowe zapalenie płuc. Na zaproszenie Brickella wyjechał do Nowego Orleanu ratować zdrowie. Zmarł 2 grudnia 1877, przyczyną śmierci była gruźlica. Został pochowany na cmentarzu w Vicksburgu. Wspomnienia o nim ukazały się w „Transactions of the Mississippi State Medical Association” i „American Medical Weekly”.

## Opis przypadku w American Medical Weekly
W listopadzie 1874 wydawane w Louisville czasopismo medyczne „American Medical Weekly” w inauguracyjnym numerze opublikowało artykuł Capersa zatytułowany Uwaga ginekolodzy! – Notatki z dziennika polowego i szpitalnego chirurga, C.S.A. (Attention Gynaecologists! – Notes from the Diary of a Field and Hospital Surgeon, C. S. A.). Autor przedstawił w nim przypadek, którego rzekomo był świadkiem jedenaście lat wcześniej. 12 maja 1863 miała miejsce bitwa pod R. (potem ustalono, że mogło chodzić o bitwę pod Raymond w stanie Mississippi, w której wojska konfederatów pod dowództwem gen. Johna Gregga zostały pokonane przez dywizję Johna A. Logana). Podczas walk lekarz był świadkiem, jak wystrzelony pocisk typu Minié zranił młodego żołnierza w nogę, po czym odbił się rykoszetem i przeszedł przez jego mosznę, uszkadzając lewe jądro. Jak podał Capers, gdy kończył zaopatrywać rany żołnierza, przybiegła do niego kobieta z pobliskiego domu, prosząc go o pomoc dla rannej córki. 17-letnia dziewczyna przyglądała się walkom ze schodów domostwa i została raniona zbłąkanym pociskiem chwilę wcześniej. Rana znajdowała się w powłokach brzusznych, mniej więcej w połowie odległości między pępkiem a przednim kolcem biodrowym. Pocisk pozostał w jamie brzusznej. Mając niewielką nadzieję na poprawę stanu jej zdrowia, lekarz podał dziewczynie anodynę i razem z wycofującym się pułkiem opuścił okolicę. Odwiedził jednak pacjentkę następnego dnia i kilka jeszcze razy w ciągu następnych dwóch miesięcy, obserwując stopniową poprawę. Po około sześciu miesiącach od wyzdrowienia ponownie zawitał do Raymond i stwierdził u dziewczyny „niezwykłe powiększenie brzucha”, przypominające siedmio- lub ośmiomiesięczną ciążę. Istotnie, po 278 dniach od pierwszej wizyty, Capers odebrał poród zdrowego chłopca ważącego osiem funtów. Towarzyszyły temu zapewnienia dziewczyny o jej czystości i zakłopotanie rodziny. Według Capersa w badaniu przed porodem błona dziewicza pacjentki była nienaruszona.
Kolejna wizyta Capersa miała miejsce po trzech tygodniach od porodu. Zaniepokojona babka dziecka zwróciła mu wtedy uwagę na obrzęk i zaczerwienienie w okolicy narządów płciowych dziecka. W badaniu stwierdzono obecność ciała obcego w mosznie noworodka, które po chirurgicznym usunięciu okazało się być pociskiem z broni palnej. Jak podał Capers, po kilku dniach i nocach rozmyślań wpadł na „jedyne możliwe rozwiązanie” tego fenomenu: kula, którą wydobył z moszny dziecka była tą samą, która zraniła żołnierza dziewięć miesięcy wcześniej, a potem, „niosąc cząstki nasienia i plemniki”, trafiła do brzucha 17-letniej panny, doprowadzając do jej zapłodnienia. Lekarz podzielił się swoją teorią z rodziną młodej matki, a także domniemanym ojcem dziecka. Żołnierz i dziewczyna zostali sobie przedstawieni (podobno nie widzieli się wcześniej) i ostatecznie wzięli ślub, a ze związku tego urodziła się jeszcze dwójka dzieci.
Przypadek jest często cytowany jako przykład medycznej mistyfikacji, chociaż nie przesądzono jednoznacznie, aby autor celowo wprowadził czytelników w błąd. Faktem jest, że wysłał pracę do czasopisma anonimowo. Jednak redaktor „American Medical Weekly”, Edwin Samuel Gaillard, poznał pismo Capersa i zdecydował o publikacji, ale pod nazwiskiem autora. Niemal na pewno publikacja była żartem i miała na celu uczulenie czytelników na podobne opisy nieprawdopodobnych relacji. Dwa tygodnie po publikacji w komentarzu redakcyjnym rozwiano wątpliwości dotyczące fikcyjności tego zdarzenia.
Kilka miesięcy później większe partie tekstu przedrukował „Lancet”, artykuł został też przedrukowany in extenso przez „Canada Medical Record” i „Atlanta Medical and Surgical Journal”. Przypadek był również cytowany w książce Anomalies and Curiosities of Medicine przez George’a M. Goulda i Waltera L. Pyle'a, jednak autorzy podkreślili jego nieprawdopodobieństwo. Natomiast w 1959 w artykule na temat ran postrzałowych macicy opublikowanym przez „New York State Journal of Medicine” przypadek był cytowany jako prawdziwy. W 1971 czasopismo „American Heritage” przypomniało historię opisaną przez Capersa. Dziesięć lat później obszerny artykuł na ten temat opublikowały „Military Affairs”.
Na wystawie w Old Courthouse Museum w Vicksburgu znajduje się portret Capersa, artykuł z „American Medical Weekly” i pocisk, taki sam jak opisany.
Miejska legenda wiąże czasem przypadek Capersa z pochodzeniem angielskiego wyrażenia „son of a gun”.